# フアンヘティタン
フアンヘティタン（Huanghetitan）は中生代白亜紀前期の現中国に生息した竜脚類の恐竜。属名は「黄河の巨人」を意味する。ホワンハティタンと表されることもある。
模式種 フアンヘティタン・リュジャシャエンシス（H.liujiaxiaensis）は2006年に尤海魯らによって記載された。2004年に甘粛省の蘭州盆地東部で発見された、断片的な2つの尾椎、ほぼ完全な仙骨、肋骨の破片、左肩甲骨を含む化石によって知られている 。 2つ目の種、フアンヘティタン・ルヤンゲンシス（H.ruyangensis）は、河南省汝陽群の莽川累層で発見され、2007年に記載された。 部分的な脊柱、及びいくつの肋骨(最長のもので3m）によって知られる。マニオンらによる系統分析により、この種はH・リュジャシャエンシスと近縁ではなく、新しい属名を必要とすることが明らかになった。肋骨の大きさから推定して、この種はこれまで発掘された恐竜の中で最大の体腔を持っていると言える。H・ルヤンゲンシスは、蘭州盆地で発見されたダシアティタンと莽川累層で発見されたルヤンゴサウルスと並び、アジアで発見された最大の恐竜であり、世界最大の恐竜の一つである可能性がある。
2007年に呂君昌らがフアンヘティタンのために新しい分類群フアンヘティタン科を設けたが、マニオンらの結論によれば、フアンヘティタン科は多系統群である。